# Ефі Ахціоглу
Ефі Ахціоглу  (Θεανώ Φωτίου) 4 січня  1985 року, Джанніця) - грецька політична діячка. Доктор з трудового права, член артії Сіріза. Міністр праці, соціального захисту та соціальної солідарності з 5 листопада 2016 до 9 липня 2019. 

## Біографія
Ефі Ахціоглу народилася 4 січня 1985 року. Навчалась в університеті Арістотеля в Салоніках, де закінчила бакалаврат з права в 2009 році. Здобула - з відмінними ступенями - ступінь магістра публічного права та політичних наук. Працювала науковою співробітницею Центру міжнародного та європейського економічного права. У 2014 році закінчила кандидатську дисертацію з трудового права під керівництвом професора Арі Казакова.

## Трудова діяльність
Працювала юристкою у Салоніках, а з липня 2014 року - науковим співробітником Єврогрупи Сіріза в Брюсселі. Також працювала в Європейському парламенті та у відділі цивільного права, цивільного процесу та трудового права, кафедрі права, університеті Арістотеля в Салоніках з 2009 по 2013 рік, а також науковою співробітницею Центру міжнародного та європейського економічного права.

## Політична кар'єра
Ефі Ахціоглу була членом Центрального комітету, членкинею Префектурного комітету Салонікипартії Сіріза. Будучи директоркою Політичного бюро міністра праці, вона відповідала за переговори з урядом Греції з установами з питань ринку праці та соціального забезпечення. Обіймала посаду членкині Ради директорів OAED та членкині ASE. З 5 листопада 2016 року до 9 липня 2019 року була міністром Міністерства праці, соціального захисту та соціальної солідарності. На парламентських виборах у 2019 році була другою у виборчому окрузі Сіріза і була обрана до парламенту Греції.

## Публікації
- Ε. Αχτσιόγλου, Ι. Κουμασίδης και Σ. Μίτας. (2012). ‘Ξαναπιάνοντας το νήμα...για τη σχέση δημοκρατίας και σοσιαλισμού’, εκδ. Θύραθεν.
- E. Achtsioglou, (2010). Sustainable Development and Its Judicial Review in Greek Case Law: A conceptual and methodological analysis. LAP Lambert Academic Publishing.
- E. Achtsioglou / M. Doherty (2014). There Must Be Some Way Out of Here…The Crisis, Labour Rights and Member States in the Eye of the Storm, European Law Journal, 20: 219 – 240.
- Ε. Αχτσιόγλου (2014). Η απόσπαση εργαζομένων κατά την παροχή υπηρεσιών στην ενωσιακή έννομη τάξη: Χαρακτηριστικό πεδίο έντασης μεταξύ των εθνικών συστημάτων εργατικoύ δικαίου και των κανόνων της ενιαίας αγοράς, σε Α. Καζάκου και Α. Στεργίου (επιμ.), Το «Νέο» Εργατικό Δίκαιο, Τιμητικός Τόμος Ιωάννη Κουκιάδη, εκδ. Σάκκουλα: 185-209.
- Ε. Αχτσιόγλου (2013). Δημόσιο συμφέρον και συλλογική αυτονομία: Η υποχρέωση επαγρύπνησης του δικαστή της συνταγματικότητας, ΕΕργΔ 2013, 1: 1-13.
- E. Achtsioglou (2013). Greece 2010–2012: labour in the maelstrom of deregulation, Transfer: European Review of Labour and Research, 19: 125-127.
- Γ. Κατρούγκαλος / Ε. Αχτσιόγλου (2012). «Μνημονιακές» πολιτικές και Εργατικό Δίκαιο, Ειδικό τεύχος στη μνήμη του Α. Καρδαρά, 17: 1333-1358.
- E. Achtsioglou / M. Rocca (2012). Trade unions, collective bargaining and collective action beyond the EU and its Court of Justice: A tale of shrinking immunities and sparkling new competences from the land of the Lesser Depression, Atelier de Droit Social (AdDS) Working Papers, 1: 1- 39.
- E. Achtsioglou (2011). The judicial treatment of the conflicts between trade union rights and economic freedoms in EU legal order: a critical analysis of the ECJ rulings in Laval and Viking cases, σε: Th. SAKELLAROPOULOS / A. STERGIOU (επιμ.), Posted workers in Europe: The cases of Greece and Bulgaria, Scientific Society for Social Cohesion and Development Press, Athens, 63-104.